# Hau Ruck
Hau Ruck är ett musikalbum av KMFDM utgivet i december 2005 på skivbolaget Metropolis Records. Albumet planerades under namnet FUBAR men ändrades till Hau Ruck i juni 2005.

## Låtlista
1. Free Your Hate
2. Hau Ruck
3. You're No Good
4. New American Century
5. Real Thing
6. Every Day's a Good Day
7. Mini Mini Mini
8. Professional Killer
9. Feed Our Fame
10. Ready to Blow
11. Auf Wiederseh'n